# Análisis de riesgo
El análisis de riesgo, también conocido como evaluación de riesgos o PHA por sus siglas en inglés. Process Hazards Analysis, es el estudio de las causas de las posibles amenazas y probables eventos no deseados y los daños y consecuencias que éstas puedan producir.
Este tipo de análisis es ampliamente utilizado como herramienta de gestión en estudios financieros y de seguridad para identificar riesgos (métodos cualitativos) y otras para evaluar riesgos (generalmente de naturaleza cuantitativa).
El primer paso del análisis es identificar los activos a proteger o evaluar. La evaluación de riesgos involucra comparar el nivel de riesgo detectado durante el proceso de análisis con criterios de riesgo establecidos previamente.
La función de la evaluación consiste en ayudar a alcanzar un nivel razonable de consenso en torno a los objetivos en cuestión, y asegurar un nivel mínimo que permita desarrollar indicadores operacionales a partir de los cuales medir y evaluar.
Los resultados obtenidos del análisis, van a permitir aplicar alguno de los métodos para el tratamiento de los riesgos, que involucra identificar el conjunto de opciones que
existen para tratar los riesgos, evaluarlas, preparar planes para este tratamiento y ejecutarlos.

## Métodos de análisis de riesgo
- HACCP
- Safety Integrity Level
- Modelo del queso suizo